# Buchenbach (Lauter)
Der Buchenbach ist ein gut drei Kilometer langer Bach im Landkreis Heilbronn und dann im Rems-Murr-Kreis im nördlichen Baden-Württemberg, der im Weiler Neulautern der Gemeinde Wüstenrot von links und Nordosten in die Spiegelberger Lauter mündet.

## Geographie

### Verlauf
Der Buchenbach entspringt auf etwa 515 m ü. NHN wenig südlich des Ortsrandes von Wüstenrot am Nordwesthang des Steinbergs neben der Kreisstraße K 2100 nach Vorderbüchelberg gleich nach dem Waldeintritt der Straße. Er fließt anfangs westlich durch eine sich schnell eintiefende Waldklinge, der fast von Anfang an die Landesstraße L 1090 am rechten Hang folgt, aber schon bald wechselt er auf recht beständig südwestlichen Lauf. Er nimmt einige kurze Klingenzuflüsse vor allem von rechts vom Lauterner Berg genannten Südabhang des Raitelbergs auf, dann den ersten der längeren, der nahe dem Wellingtonienplatz entsteht. Nach einem nur kurzen südlich laufenden Abschnitt mündet auch der erste größere Zufluss Scheiterschlagbach von Osten her, der sich erst mündungsnah aus drei Waldklingenbächen vereint. Auf wieder südwestlichem Kurs öffnet sich etwa nach der Hälfte des Laufes zunächst rechtsseits der Talgrund zu einer schmalen Wiesenaue; dort erreicht auch die begleitende Landesstraße den Talgrund.
Ein weiterer Waldbach aus der Tirolerklinge läuft von Nordosten zu, gleich darauf der Sumperbach von Westen. Zwei Teiche liegen rechts am Ufer, nach ihnen reicht der links begleitende Wald auf einem kurzen Stück über den Bach hinweg. Erst etwa vierhundert Meter vor der Mündung weicht der Wald auch vom linken Ufer, danach läuft der Bach zwischen verstreuten Gebäuden des nordöstlichen Ortsrandes von Neulautern. Der Buchenbach fließt schließlich gegenüber dem Ortskern von Neulautern von links auf etwa 356,8 m ü. NHN in den Mittellauf der auch Spiegelberger Lauter genannten Lauter ein. 
Der Buchenbach mündet nach seinem 3,1 km langen Weg mit mittleren Sohlgefälle von etwa 51 ‰ rund 158 Höhenmeter unterhalb seines Ursprungs.

### Einzugsgebiet
Der Buchenbach hat ein etwa 2,9 km² Einzugsgebiet, das im Naturraum der Schwäbisch-Fränkischen Waldberge im Unterraum der Südwestlichen Löwensteiner Berge liegt und mit seiner Nord- und Nordostseite an den Nachbarunterraum Hinterer Mainhardter Wald grenzt.
Es erstreckt sich vom nordöstlichsten Punkt am Südrand von Wüstenrot beim Abgang der K 2400 von der L 1090 mit spindelförmiger Kontur bis zur Mündung in Neulautern etwa 2,9 km weit nach Südwesten, quer dazu ist es bis zu 1,3 km breit.
An der Unterraumgrenze stehen die höchsten Berge, der 561,1 m ü. NHN hohe Raitelberg am Nordende des Einzugsgebietes und der 566,6 m ü. NHN hohe Steinberg nahe an dessen östlichsten Punkt, beide bewaldet. Hinter der Einzugsgebietsgrenze zwischen beiden führt der Rößbach bei Wüstenrot seinen Abfluss über den Tiefenbach zur Fichtenberger Rot. Die linke, lange südöstliche Wasserscheide läuft durch Vorderbüchelberg bis zur offenen Kuppe der Ebene (497,6 m ü. NHN), auf diesem Abschnitt grenzt das Einzugsgebiet des nächsten größeren Lauter-Zuflusses Dentelbach an, und dann als südliche Grenze vor kleineren Zuflüssen der Lauter bis zur Mündung. Auch jenseits der rechten Wasserscheide konkurriert mündungsnah im Westen nur ein kleiner Zufluss der Lauter, dann lange im Nordwesten vom Heßberg (505,6 m ü. NHN) bis zurück zum Raitelberg der nächsthöhere größere Lauter-Zufluss Stangenbach mit seinen linken Zuflüssen.
Der etwas größere, nordwestliche Teil des Einzugsgebietes gehört zur Gemeinde Wüstenrot im Landkreis Heilbronn, darunter fast der gesamte Bachlauf, ausgenommen kleinere Abschnitte, auf denen die andere Gemeinde mit Gebietsanteil, Spiegelberg im Rems-Murr-Kreis, bis ans linke Ufer und teilweise sogar etwas in den rechten Talgrund herüberreicht. Auf mehr als drei Vierteln des Gebietes steht Wald, offen ist nur ein Streifen am Nordrand mit den südlichsten Siedlungsteilen des Dorfes Wüstenrot um die Wellingtonienstraße, die linke Kammhöhe um den Spiegelberger Weiler Vorderbüchelberg mit nur wenigen Häusern des Ortes diesseits bis weiter zur Ebene sowie der größte Teil der engen Talaue etwa ab dem Mittellauf mit nur wenigen Häusern am Nordostrand des Wüstenroter Dorfes Neulautern. Außer diesen drei Orten gibt es keine anderen Siedlungsplätze.

### Zuflüsse und Seen
Hierarchische Liste der Zuflüsse und  Seen von der Quelle zur Mündung. Gewässerlänge, Seefläche, Einzugsgebiet und Höhe nach den entsprechenden Layern auf der Onlinekarte der LUBW. Andere Quellen für die Angaben sind vermerkt.
Ursprung des Buchenbachs auf etwa 515 m ü. NHN am Nordwesthang des Steinbergs ca. 0,7 km südlich der Ortsmitte von Wüstenrot gleich nach deren Waldeintritt an der K 2100 Wüstenrot–(fortgesetzt als K 1819)–Spiegelberg-Vorderbüchelberg im Waldgewann Alte Gabe.
- (Bach vom Westhang des Steinbergs), von links und Ostsüdosten auf unter 440 m ü. NHN, ca. 0,5 km[LUBW 3] und ca. 0,1 km². Entsteht unbeständig auf etwa 530 m ü. NHN am Westhang des Steinbergs neben der Kreisstraße (inzwischen K 1819) nach Vorderbüchelberg. Mündet über einen kleinen Wasserfall.
- (Bach vom Südwesthang des Raitelbergs), von rechts und Nordnordwesten auf etwa 417 m ü. NHN an einem Laufknick kurz nach Süden, 0,6 km und ca. 0,4 km². Entsteht auf etwa 500 m ü. NHN am Südwesthang des Raitelbergs (561 m ü. NHN) nahe dem Wellingtonienplatz und fließt in einem Linksbogen.
  - Passiert die Friedrichsquelle  auf etwa 485 m ü. NHN rechts am Hang.
- Scheiterschlagbach[LUBW 6], von links und Osten auf etwa 407 m ü. NHN etwa 300 Meter nach dem vorigen an einem Laufknick zurück nach Südwesten, 0,7 km und ca. 0,3 km². Entsteht auf etwa 510 m ü. NHN im Wald westlich der Flurenge etwa einen halben Kilometer nordöstlich der Ortsmitte des Spiegelberger Weilers Vorderbüchelberg. Am südlichen Ufer grenzt das Waldgewann Scheiterschlag an.
  - Sommerackerbach, von rechts und Ostnordosten auf etwa 415 m ü. NHN bei MÜNDUNGSORT, ca. 0,5 km[LUBW 7] und unter 0,1 km². Entspringt auf etwa 500 m ü. NHN am westlichen Waldrand einer fast isolierten Rodungsbucht nordnordöstlich von Vorderbüchelberg.
- (Bach aus der Tirolerklinge), von rechts und Nordwesten auf unter 389 m ü. NHN kurz nach dem Beginn der rechtsseits offenen Bachaue, 0,5 km und unter 0,3 km². Entsteht auf etwa 455 m ü. NHN.
- Passiert die Karlsquelle  auf etwa 405 m ü. NHN über dem Beginn der offenen Aue auf dem Talgrund rechts am Hang.
- Sumperbach, von links und Osten auf 385,6 m ü. NHN[LUBW 4] an der Bachquerung eines Abzweigs von der L 1090 zu einem Waldweg am linken Hang, 0,8 km und ca. 0,4 km². Entsteht auf etwa 490 m ü. NHN im Wald Sumper etwa hundert Meter vom nächsten Gebäude von Vorderbüchelberg.
- Passiert zwei Teiche in der rechts offenen Aue auf etwa 390–385 m ü. NHN, zusammen über 0,1 ha.
- Passiert die Karlsquelle auf wenig unter 389 m ü. NHN am linken Hang gegenüber den zwei vorgenannten Teichen.

Mündung des Buchenbachs von links und Nordosten auf ca. 356,8 m ü. NHN im Wüstenroter Dorf Neulautern in die mittlere Spiegelberger Lauter. Der Bach ist 3,1 km lang und hat ein ca. 2,9 km² großes Einzugsgebiet.

## Geologie
Der weit überwiegende Teil des Einzugsgebietes und auch fast der ganze Lauf liegt im Stubensandstein (Löwenstein-Formation) des Mittelkeupers. Die zwei höchsten Berge am Nordostrand des Einzugsgebietes, Raitelberg im Norden und Steinberg im Nordosten, ragen jedoch bis in die Psilonotenton- und die Angulatensandstein-Formation des Schwarzjuras. Ihre Kuppen sind von einem Ring aus Knollenmergel (Trossingen-Formation) gesäumt, am Westhang des Steinbergs unterbrochen durch einen Abschnitt mit quartären Rutschmassen. Nahe am Übergang vom Knollenmergel zum darunterliegenden Stubensandstein entstehen der Buchenbach und seine oberen Zuflüsse. Im Tal verläuft er erst nach dem kleinen Waldriegel am Ende des Mittellaufes in den noch unter dem Stubensandstein liegenden Oberen Bunten Mergeln (Mainhardt-Formation), in ihnen mündet er auch.
Je eine etwa Westnordwest-Ostsüdost streichende Störungslinien erreicht etwa an der Mündung des Bachs aus der Tirolerklinge den Talgrund bzw. verlässt ihn, wenig südlich versetzt, auf der Achse des Sumperbachs; die Tiefscholle liegt der Bachmündung zu.
Zwei Geotope sind im Einzugsgebiet ausgewiesen, ein aufgelassener Steinbruch am Westhang des Raitelbergs, der den Angulatensandstein des Unterjuras aufschließt und ein Hangabriss im notorisch zu Rutschungen neigenden Knollenmergel am Nordwesthang des Steinbergs.

## Natur und Schutzgebiete
Die obere Klinge des Buchenbachs und die ihre zulaufenden Nebenklingen sind meist steil eingeschnitten und haben stellenweise felsige Talwände. Der Buchenbach ist im oberen Bereich ein bis zwei Meter breit, hat sandige oder steinige Sohle und mäandriert in oft laubholzreichem Wald. In der wenigstens auf einer Seite meist offenen unteren Talhälfte schlängelt er sich echt naturnah meist in einem von Eschen und Schwarzerlen dominierten Auwaldstreifen, die Ufer fallen dort teils steil zum Bach ab, teils sind sie flach. Mehrere Nasswiesen liegen dort rechts am Lauf. Keiner der Zuflüsse erreicht auch nur ein Einzugsgebiet von mehr als einem halben Quadratkilometer. Der Sumperbach, mit etwa 0,8 km der längste unter ihnen, ist etwa einen halben Meter breit.
Die offene Untertalaue vom Sumperbach bis fast zur Mündung gehört zum Landschaftsschutzgebiet Spiegelberger Lautertal mit Nebentälern und angrenzenden Gebieten, das gesamte Einzugsgebiet zum Naturpark Schwäbisch-Fränkischer Wald.

### LUBW
Amtliche Online-Gewässerkarte mit passendem Ausschnitt und den hier benutzten Layern: Lauf und Einzugsgebiet des Buchenbachs

Allgemeiner Einstieg ohne Voreinstellungen und Layer: Daten- und Kartendienst der Landesanstalt für Umwelt Baden-Württemberg (LUBW) (Hinweise)
1. 1 2  Höhe nach dem Höhenlinienbild auf dem Hintergrundlayer Topographische Karte.
2. 1 2  Länge nach dem Layer Gewässernetz (AWGN).
3. 1 2 3  Einzugsgebiet abgemessen auf dem Hintergrundlayer Topographische Karte.
4. 1 2 3 4 5  Höhe nach schwarzer Beschriftung auf dem Hintergrundlayer Topographische Karte.
5. ↑  Seefläche nach dem Layer Stehende Gewässer.
6. ↑  Den Layern Gewässernetz (AWGN) und Gewässername zufolge heißt der Bach Scheitersschlagbach, angesichts des Namens Scheiterschlag des angrenzenden Waldgewanns sowohl auf dem Hintergrundlayer Topographische Karte wie auf dem älteren
  - Meßtischblatt 6922 Löwenstein von 1932 in der Deutschen Fotothek

ist das doppelte s in der Namensmitte wohl ein Schreibfehler.
7. 1 2  Länge abgemessen auf dem Hintergrundlayer Topographische Karte.
8. ↑  Schutzgebiete nach den einschlägigen Layern, Natur teilweise nach dem Layer Biotop.

### Andere Belege
1. 1 2  Höhe nach schwarzer Beschriftung auf dem
  - Meßtischblatt 6922 Löwenstein von 1932 in der Deutschen Fotothek.
2. ↑  Wolf-Dieter Sick: Geographische Landesaufnahme: Die naturräumlichen Einheiten auf Blatt 162 Rothenburg o. d. Tauber. Bundesanstalt für Landeskunde, Bad Godesberg 1962. → Online-Karte (PDF; 4,7 MB)
3. ↑  Geologie nach den Layern zu Geologische Karte 1:50.000 auf: Mapserver des Landesamtes für Geologie, Rohstoffe und Bergbau (LGRB) (Hinweise). Ähnlich auf der unter → Literatur aufgeführten geologischen Karte.
4. ↑  Geotopsteckbrief Aufgelassener Steinbruch am Westhang des Raitelbergs
5. ↑  Geotopsteckbrief Hangabriss am Nordwesthang des Steinbergs